# Akiba’s Trip: Undead & Undressed
Akiba’s Trip: Undead & Undressed, in Japan ursprünglich als Akiba’s Trip 2 veröffentlicht, ist ein Actionspiel von Acquire, das 2013 in Japan für PlayStation 3 und PlayStation Vita erschien. Es handelt sich um die Fortsetzung des PSP-Titels Akiba’s Trip. 2014 kam es zusätzlich für PlayStation 4 und 2015 für Windows. In Kooperation mit Xseed Games wurde das Spiel auch für den amerikanischen Markt und über PQube im europäischen Handel veröffentlicht. 2016 erschien mit Akiba’s Beat ein dritter Teil.

## Beschreibung
Die Spielerfigur Nanashi glaubt zu einem Bewerbungsgespräch zu gehen, wacht dann aber festgebunden auf einem OP-Tisch auf. Er erfährt, dass er in einen Synthister verwandelt wurde. Synthister ähneln Vampiren, ernähren sich jedoch statt vom Blut von der Lebensenergie und dem Enthusiasmus der Menschen. Während des Gesprächs mit seinen Peinigern, erscheint plötzlich ein geheimnisvolles Mädchen, das Nanashi aus seiner unangenehmen Lage befreit. Im Gegenzug muss er ihr jedoch einen Blutschwur leisten. Das verpflichtet ihn fortan, sie und ihre Freunde aus der Computerspiel-Bar MOGRA im Kampf gegen die Energie-Vampire zu unterstützen.
Der Spieletitel Akiba’s Trip ist ein Wortspiel. Einerseits wird darin auf den Schauplatz verwiesen, Tokios Szene-Bezirk Akihabara, abgekürzt Akiba. Andererseits deutet sich darin auch die Hauptspielmechanik an, dem Gegner die Kleider vom Leib zu reißen (lies: Strip). Akihabara wurde im Spiel bis hin zu den Werbeanzeigen sehr präzise abgebildet. Dazu zählen auch mehr als 130 Läden, die der Spieler betreten kann. Auf den Straßen bekämpft Nanashi mit seinen neuen Freunden in actionorientierten Echtzeitgefechten die Synthister vor allem durch das Entfernen ihrer Bekleidung. Je mehr die Körperteile eines Synthisters dem Sonnenlicht ausgesetzt sind, desto schwächer wird er. Dabei spielt auch die eigene Ausstattung eine Rolle. Die Spielfigur kann mit zahlreichen unterschiedlichen Kleidungsstücken und Ausrüstungsgegenständen individualisiert und dadurch in ihren Kampfwerten modifiziert werden.

## Rezeption
Akiba’s Trip: Undead & Undressed wurde mehrheitlich positiv bewertet.

“Sieht man Akiba’s Trip 2 nur als normale Straßenschlägerei, spricht eher wenig für das Spiel. So nah das virtuelle Akihabara am Original dran sein mag, grafisch hat sich Acquire hier kein Bein ausgerissen – auf PS3 und Vita gab es schon im mittleren Budget-Sektor Schöneres zu sehen. Die Kloppereien sind spielerisch eher dünn und mit den Nebenaufgaben könnt Ihr ohne Sprachkenntnisse nicht viel anfangen. Trotzdem unterhält Akiba’s Trip 2: Als virtueller Ausflug in Tokios Otaku-Mekka bietet das Spiel vor allem jenen, die schon einmal dort waren, jede Menge Wiedererkennungs- und Aha-Effekte.”

“Akiba’s Trip is filled with the things an otaku loves; strange plots, fanservice, Japanese culture/references and a great location. What it doesn't offer however, is a lot of depth, an overly lengthy story line or any shame. You'll have to decide for yourself if this one floats your boat, but it's certainly floating mine.”

„Akiba’s Trip ist voll von den Dingen, die ein Otaku liebt: seltsame Handlungen, Fanservice, japanische Kultur/Referenzen und eine tolle Location. Was es allerdings nicht bietet, ist viel Tiefgang, eine übermäßig lange Storyline oder irgendeine Form von Scham. Ihr müsst selbst entscheiden, ob euch das gefällt, mir gefällt es auf jeden Fall.“

“Even if you manage to overcome the fact that Akiba’s Trip: Undead & Undressed is about stripping enemies down to their skivvies, you won't be rewarded with much more than a mindless brawler. The monotonous combat only grows more tiresome as you progress, and it's almost too easy to predict the twists and turns of the formulaic plot. Akiba’s Trip has a bizarre concept that might turn a few heads, but once you strip away the promiscuity, there's little left to keep your attention.”

„Selbst wenn man es schafft, die Tatsache auszublenden, dass es in Akiba’s Trip: Undead & Undressed darum geht, Feinde bis auf die Unterwäsche auszuziehen, wird man nicht mit viel mehr als einem hirnlosen Prügelspiel belohnt. Die eintönigen Kämpfe werden im Laufe des Spiels immer langweiliger und es ist fast zu einfach, die Wendungen der formelhaften Handlung vorherzusehen. Akiba’s Trip hat ein bizarres Konzept, das ein paar Köpfe drehen könnte, aber wenn man die Promiskuität entfernt, bleibt wenig übrig, um Ihre Aufmerksamkeit zu halten.“